# Grünwald (Bajorország)
Grünwald település Németországban, azon belül Bajorországban. Lakosainak száma 11 442 fő (2023. december 31.). Grünwald München, Pullach im Isartal, Straßlach-Dingharting és Baierbrunn községekkel határos.
Itt található a Bavaria Filmstúdiók vállalat filmgyára.

## Népesség
A település népességének változása:
| Lakosok száma | 301  | 5094 | 8808 | 11 057 | 10 915 | 11 086 | 11 342 | 11 127 | 11 287 | 11 442 |
|               | 1875 | 1950 | 1975 | 2010   | 2012   | 2013   | 2015   | 2017   | 2021   | 2023   |